# Kid Creole and the Coconuts
Kid Creole and the Coconuts är en amerikansk musikgrupp som spelar en blandning mellan jazz och salsa. 
Kid Creole själv heter egentligen August Darnell (född 12 augusti 1950 i Bronx i New York), och "The Coconuts" är tre bakgrundssångerskor. Gruppen bildades 1980 och samma år släppte de albumet Off the Coast of Me, som fick bra kritik men blev en kommersiell besvikelse.
De medverkade även i filmen Pinocchio och nattens furste, där de framförde låten "You're a Star", skriven av Will Jennings.

## Diskografi (urval)
Studioalbum
- Off the Coast of Me (1980)
- Fresh Fruit in Foreign Places (1981)
- Tropical Gangsters (1982)
- Doppelganger (1983)
- In Praise of Older Women... and Other Crimes (1985)
- I, Too, Have Seen the Woods (1987)
- Private Waters in the Great Divide (1990)
- You Shoulda Told Me You Were... (1991)
- To Travel Sideways (1995)
- Kiss Me Before the Light Changes (1995)
- The Conquest of You (1997)
- Too Cool to Conga! (2001)
- I Wake Up Screaming (2011)

Livealbum
- Oh! What a Night (2000)

Samlingsalbum
- Cre~Olé: The Best of Kid Creole & the Coconuts (1984)
- Kid Creole Redux (1992)
- Haiti (1996)
- Classic Kid Creole & The Coconuts - The Universal Masters Collection (1999)
- Wonderful Thing (2000)
- The Ultimate Collection (2003)